# Bernardino de Vecchi
Bernardino de Vecchi (Siena, 28 giugno 1699 – Siena, 24 dicembre 1775) è stato un cardinale italiano.

## Biografia
Nacque a Siena il 28 giugno 1699.
Fu Ponente del Buon Governo nel biennio 1733 - 1734.
Votante della Segnatura Apostolica di Giustizia dal 1735, ne divenne Decano nel 1753: nello stesso anno fu votante nella Segnatura di Grazia.
Papa Pio VI lo elevò al rango di cardinale nel concistoro del 24 aprile 1775, ma non ricevette gli ordini sacri.
Morì il 24 dicembre 1775.